# برناردو غارسيا
برناردو غارسيا (بالإسبانية: Bernardo García Fernández )‏ (و. 1827 – 1885 م) هو صحفي، وسياسي، من إسبانيا، توفي في لندن، عن عمر يناهز 58 عاماً.

## مناصب
تولى منصب عضو مجلس النواب من اسبانيا.